# تاتیانا دورونینا
تاتیانا دورونینا (روسی: Татьяна Васильевна Доронина؛ زادهٔ ۱۲ سپتامبر ۱۹۳۳) بازیگر، و کارگردان نمایش اهل روسیه است.
وی همچنین برندهٔ جوایزی همچون جایزه هنرمند مردمی اتحاد جماهیر شوروی، هنرمند مردمی جمهوری شوروی فدراتیو سوسیالیستی روسیه، و نقاب زرین شده‌است.